# Haus Midgard

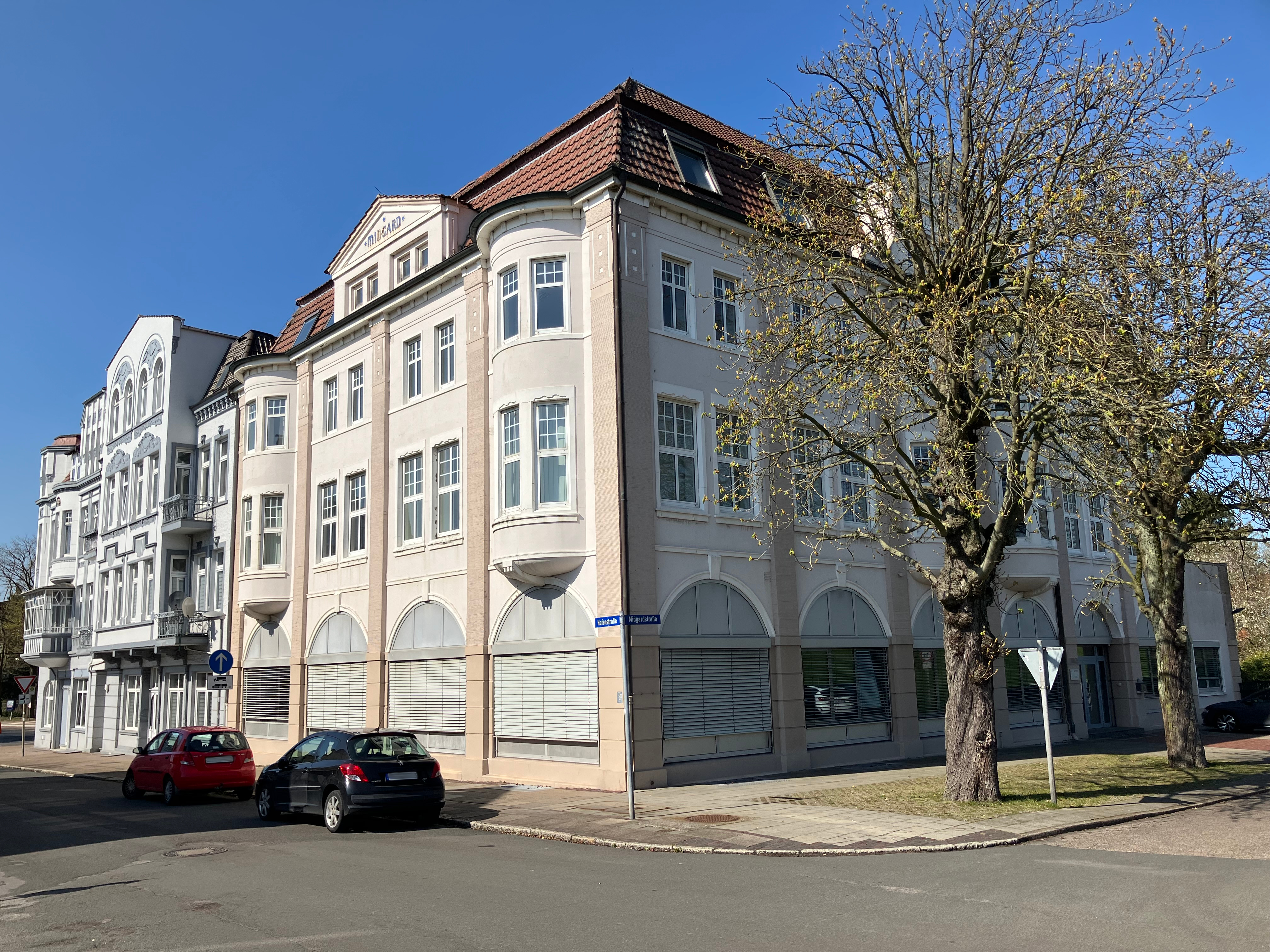
Haus Midgard in Nordenham

Das Haus Midgard, Hafenstraße 2, Ecke Gatestraße, im niedersächsischen Nordenham im Landkreis Wesermarsch stammt wohl vom Anfang des 20. Jahrhunderts.

Aktuell (2023) wird es als Wohnhaus, Hotel und Café genutzt.
Das Gebäude steht unter Denkmalschutz (siehe auch Liste der Baudenkmale in Nordenham).

## Geschichte
Das dreigeschossige verputzte giebelständige späthistorisierende L-förmige Eckgebäude mit Mansarddach, der vertikalen Gliederung an der Seitenfassade durch Pilaster, den geschossteilenden Gesimsen und dem kräftigen Konsol-Traufgesims, dem vorderen und dem seitlichen Dachhaus mit markantem horizontalen Gesims und segmentbogigem reich verziertem Aufsatz sowie mit den gerahmten eckigen Fenstern, wurde 1908 gebaut.
Das Landesdenkmalamt befand zur Bedeutung: „… geschichtlich, wissenschaftlich, städtebaulich …“
Das Haus trug den Namen Midgard (wörtlich Mittelhof). Der Name bezog sich auf die vom Bremer Kaufmann Adolf Vinnen 1905 gegründete Midgard Deutsche Seeverkehrs- und Heringsfischerei, die hier seit 1908 ihren ersten Firmensitz hatte sowie auf den Midgard-Hafen. Die Rhenus Midgard GmbH von um oder vor 1991 führt heute den Namen.